# Guerra Boshin
La guerra Boshin (戊辰戦争?, Boshin Sensō, lett. "guerra dell'anno del drago") fu una guerra civile giapponese, combattuta tra il gennaio del 1868 ed il maggio del 1869, che vide contrapposti i sostenitori dello shogunato Tokugawa da un lato ed i fautori della restaurazione dell'autorità regia sul suolo nazionale dell'imperatore Meiji dall'altro.
Il casus belli fu la dichiarazione imperiale di abolizione del bicentenario governo dello shogunato per l'imposizione del governo diretto della corte imperiale. L'andamento della guerra volse rapidamente a favore della più piccola, ma relativamente modernizzata, fazione imperiale e, dopo una serie di battaglie sull'isola principale di Honshū che culminarono nella resa di Edo, i resti delle forze dei Tokugawa si ritirarono nell'Hokkaidō, dove proclamarono l'unica repubblica nella storia del Giappone: la Repubblica di Ezo. Con la battaglia navale di Hakodate, anche gli ultimi lealisti dei Tokugawa furono sconfitti, lasciando tutto il Giappone sotto il controllo della corte imperiale e completando così la fase militare della Restaurazione Meiji.
Il conflitto mobilitò circa 120000 uomini e causò circa 3500 vittime. Quando ebbe termine, la vittoriosa fazione imperiale abbandonò il precetto neo-confuciano del sonnō jōi (尊皇攘夷, "riverire il tennō, espellere i barbari"), precedentemente proclamato dall'imperatore, scegliendo bensì d'adottare una politica di continua modernizzazione del paese, con l'intento inoltre di giungere ad una rinegoziazione dei trattati ineguali che le erano stati imposti dalle potenze straniere. Grazie all'insistenza di uno dei principali leader della fazione imperiale, Saigō Takamori, si mostrò clemenza verso i lealisti Tokugawa e molti dei leader della fazione dello shogunato ricevettero incarichi nel nuovo governo.
La guerra Boshin testimoniò l'avanzato stato di modernizzazione già raggiunto dal Giappone nei soli quattordici anni trascorsi dall'apertura delle frontiere con l'Occidente, l'alto grado di coinvolgimento delle nazioni occidentali (specialmente Regno Unito e Francia) negli affari interni della nazione e la restituzione del potere all'imperatore dopo secoli di dittatura militare degli shogun. Nei decenni successivi, la guerra fu romanticizzata dai giapponesi che giunsero a considerare la Restaurazione come una "rivoluzione pacifica", nonostante i morti causati.

## Situazione politica

### Primo dissenso verso lo Shogunato
Per i due secoli precedenti il 1854, il Giappone decise di chiudersi ai rapporti diplomatico-economici con le nazioni straniere, ad eccezione di modeste e sorvegliatissime relazioni commerciali e non con la Corea, con cui comunicava tramite la città di Tsushima, la Cina della dinastia Qing, mediante le isole Ryūkyū, ed i Paesi Bassi, con la stazione commerciale di Dejima. Grazie poi all'interazione con l'Olanda, lo studio della scienza occidentale continuò in questo periodo - seppur spesso in maniera piuttosto altalenante - dietro il nome di Rangaku (蘭学, letteralmente "apprendimento olandese"), permettendo al Giappone di seguire e studiare lo sviluppo della rivoluzione industriale.
Nel 1854, il commodoro statunitense Matthew Perry costrinse il Giappone ad aprirsi al commercio internazionale sotto la minaccia d'una rappresaglia militare della sua flotta, dando perciò inizio ad un periodo di graduale ma incessante sviluppo del commercio con l'estero e d'occidentalizzazione del tessuto socio-economico del Paese. Soprattutto a causa degli umiliantissimi termini dei trattati ineguali imposti dal commodoro Perry, che di fatto provocò un dissesto economico notevole, lo shogunato si trovò ben presto ad affrontare un'ostilità interna che si concretizzò in un movimento radicale xenofobico, il sonnō jōi (尊皇攘夷, "riverire il tennō, espellere i barbari").

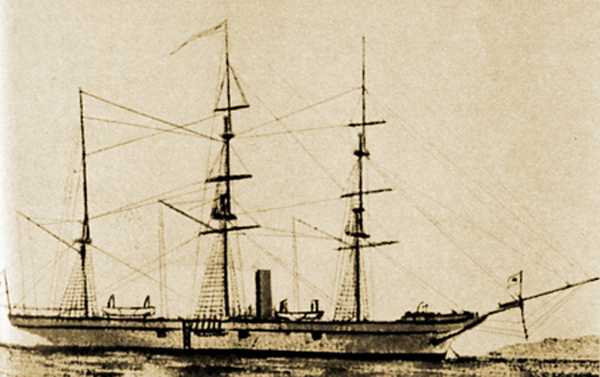
La prima nave da guerra a elica giapponese, la Kanrin Maru, 1855. Lo Shogunato adottò una politica di attiva modernizzazione, ma dovette affrontare il dissenso interno causato dalle interferenze nella sovranità nazionale delle nazioni occidentali.

L'imperatore Kōmei fece propri questi sentimenti e, rompendo la secolare tradizione imperiale di non interferenza, incominciò ad assumere un ruolo attivo negli affari di Stato: denunciò veementemente i trattati e tentò d'interferire nel ciclo di successione dello shogunato, dando poi l'«ordine di espellere i barbari» nel 1863. Lo shogunato non rese esecutivo tale ordine, ispirando quindi gli attacchi del sonnō jōi contro gli stranieri - perlopiù mercanti e diplomatici - in Giappone e contro lo stesso shogunato: l'incidente più famoso fu l'omicidio del commerciante britannico Charles Lennox Richardson, per la cui morte il bakufu dovette pagare un'indennità di centomila sterline britanniche. Ebbero luogo poi altri attacchi dall'entità sempre più greve ed elaborata, come il bombardamento di navi straniere a Shimonoseki.
Nel 1864, tali azioni furono però vittoriosamente contrastate da rappresaglie armate delle stesse potenze straniere, come il britannico bombardamento di Kagoshima e l'internazionale bombardamento di Shimonoseki. Contemporaneamente le forze del Dominio di Chōshū, insieme con i rōnin xenofobi vicini al sonnō jōi, scatenarono la ribellione di Hamaguri, cercando d'impossessarsi di Kyoto, sede allora della corte dell'imperatore. Il futuro shogun Tokugawa Yoshinobu guidò la spedizione punitiva, costringendo i ribelli a ritirarsi. La resistenza dei leader di Chōshū conobbe quindi un periodo di pausa, ma l'anno successivo lo shogunato si dimostrò incapace di mantenere il pieno controllo della nazione, dopo che molti daimyō avevano incominciato a ignorare gli ordini e le richieste provenienti da Edo.

### Assistenza militare straniera
Nonostante il bombardamento di Kagoshima, il dominio di Satsuma era diventato uno stretto alleato del Regno Unito, con il sostegno del quale fu in grado di modernizzare la propria marina e il proprio esercito. Esperti militari anglo-americani possono essere stati coinvolti direttamente in tale modernizzazione. L'ambasciatore britannico Harry Smith Parkes sostenne le forze ostili allo shogunato al fine di stabilire un governo imperiale legittimo e unificato in Giappone. In questo periodo i capi delle regioni meridionali, come Saigō Takamori del Dominio di Satsuma e Hirobumi Ito e Inoue Kaoru del Dominio di Chōshū, coltivarono rapporti diplomatici con i britannici, tra cui Ernest Mason Satow.

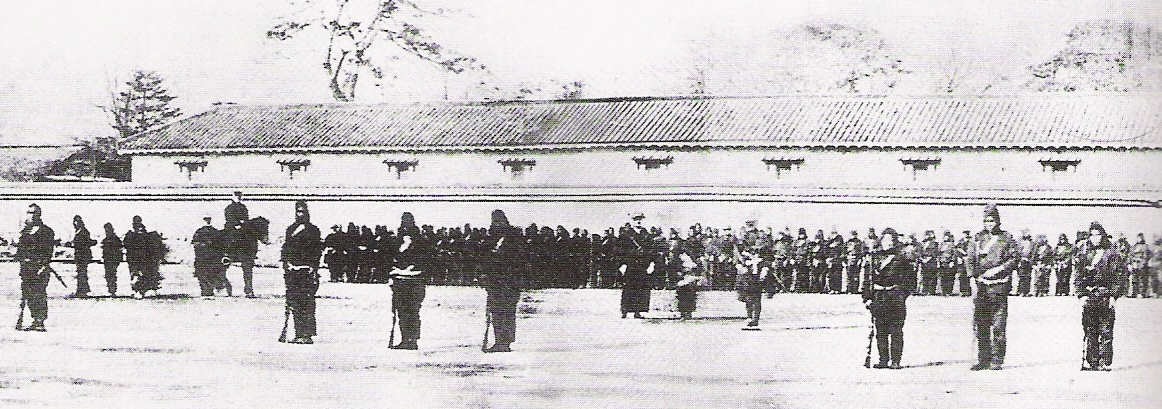
Consiglieri militari francesi addestrano truppe dello shogunato. 1867

Anche lo shogunato stava preparandosi al conflitto modernizzando le proprie forze. In linea con i progetti di Parker, i britannici incominciarono a dimostrarsi riluttanti nel fornire assistenza allo shogunato, del quale erano stati fino ad allora gli alleati principali. I Tokugawa pertanto si affidarono principalmente all'esperienza francese, confortati dal prestigio militare di Napoleone III, acquisito nella guerra di Crimea e nella seconda guerra d'indipendenza italiana. Lo shogunato si impegnò intensamente nell'ammodernamento e rafforzamento delle forze armate. In particolare, la marina divenne subito la più potente dell'Asia, dopo la costruzione di un primo nucleo composto da otto navi da guerra a vapore. Nel 1865 fu costruito a Yokosuka, sotto la guida dell'ingegnere francese Léonce Verny, il primo arsenale navale moderno del Giappone.

### Colpo di Stato (1866-'68)

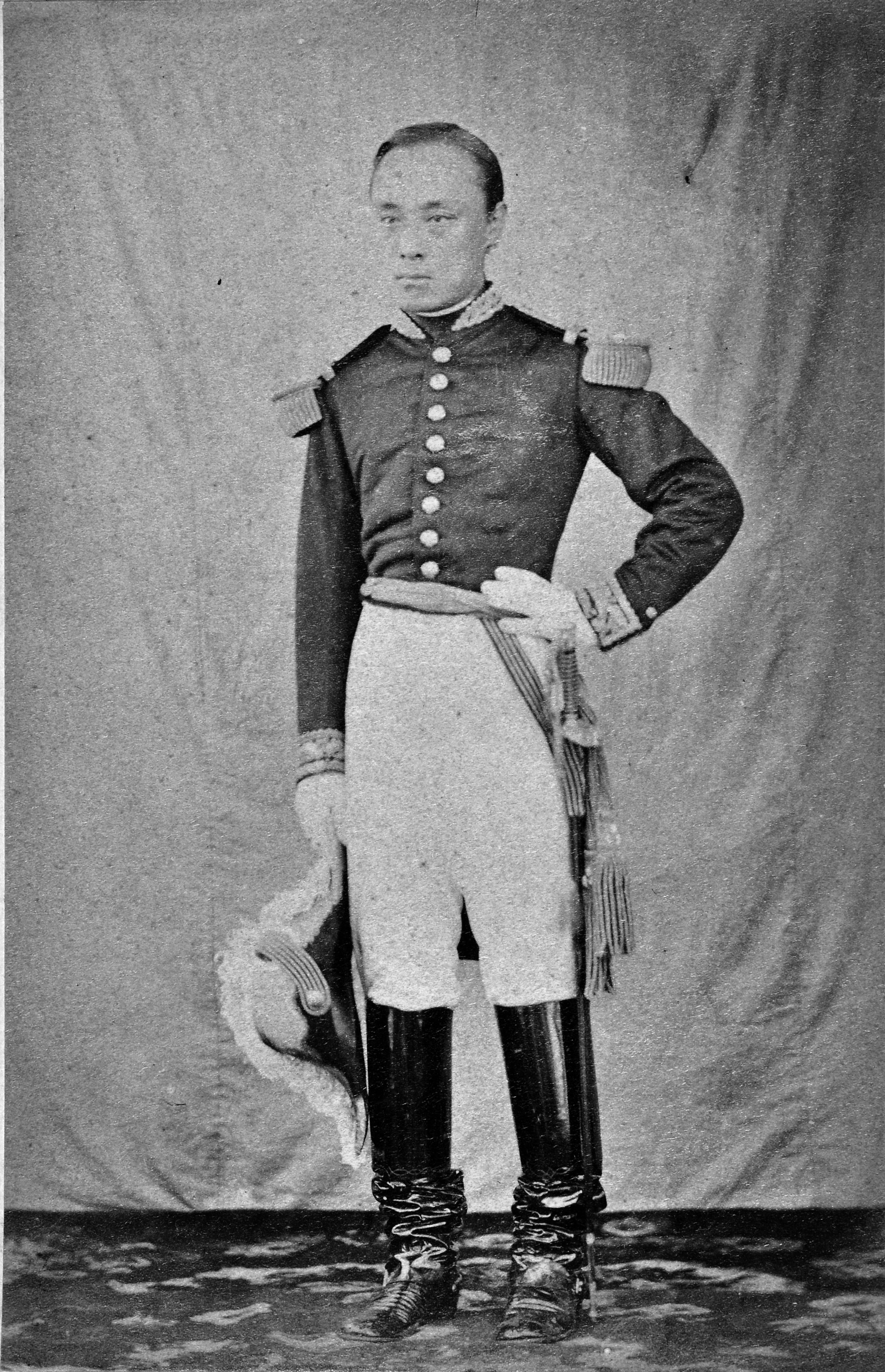
Tokugawa Yoshinobu in un'uniforme militare francese, 1867 circa

Dopo che a Chōshū era tornata al potere la fazione più radicale nella lotta contro lo shogun, quest'ultimo si preparò a guidare un'altra missione punitiva per soffocare la nuova rivolta. Il Dominio di Chōshū si premunì alleandosi segretamente con il Dominio di Satsuma e fu in grado d'infliggere una grave sconfitta alle truppe dello shogunato nel giugno del 1866, ottenuta in virtù della superiorità delle moderne armi rispetto a quelle antiquate in dotazione alle armate alleate con Edo. Lo shogun Iemochi morì nell'agosto del 1866 e l'imperatore Kōmei nel gennaio successivo, e subentrarono rispettivamente Tokugawa Yoshinobu e l'imperatore Meiji.
Fu Yoshinobu a negoziare la tregua con i daimyo ribelli di Chōshū, ma la sconfitta aveva incrinato definitivamente il potere militare e il prestigio dello shogunato. Questi eventi «...resero una tregua inevitabile». Nel gennaio 1867 arrivò una missione militare francese per riorganizzare l'esercito dello shogun e creare una forza di élite; fu acquistata negli Stati Uniti la CSS Stonewall, una rivoluzionaria nave da guerra corazzata costruita in Francia. A causa però della neutralità dichiarata delle potenze occidentali, gli Stati Uniti si rifiutarono di consegnare la nave; quando cessò la neutralità, il vascello sarebbe stato consegnato invece alla fazione imperiale, che lo avrebbe impiegato nella battaglia di Hakodate con il nome di Kōtetsu (letteralmente «corazzato in ferro»).
La strada della modernizzazione e dell'apertura all'occidente intrapresa dagli shogun, e in particolare da Yoshinobu, diede ai feudi di Chōshū e Satsuma l'opportunità di rovesciare la secolare dittatura militare dei Tokugawa. Fin dalla sua istituzione all'inizio del XVII secolo, lo shogunato aveva diffidato dei domini di Chōshū e Satsuma. Se da un lato aveva concesso loro un buon grado di autonomia in virtù della loro influenza, i membri dei due clan erano stati sistematicamente emarginati dagli incarichi di governo principali del bakufu e ciò aveva creato un crescente risentimento, che aveva quindi origini lontane. L'indebolimento dello shogunato, evidenziato dalla crisi innescata dal commodoro americano Perry, si era inoltre accentuato con le lotte di potere all'interno dello stesso shogunato e il tentativo fatto in quegli anni di stringere un'alleanza con la corte imperiale era naufragato. I samurai nazionalisti di Chōshū trovarono inizialmente l'appoggio del Dominio di Tosa nel dare vita al movimento anti-Tokugawa e si autodefinirono "uomini di alti propositi" (ishin shishi?). Le loro attività volte a rovesciare lo shogunato s'incanalarono nel rifiutare l'apertura all'occidente e nell'appoggio dato alla causa imperiale.
Il 9 novembre 1867, l'imperatore Meiji inviò un ordine segreto ai daimyo di Satsuma e Chōshū, che comandava «...l'uccisione del suddito traditore Yoshinobu». L'autenticità dell'ordine è dibattuta, a causa del linguaggio violento utilizzato e del fatto che, nonostante fosse siglato con il pronome imperiale chin, non portava la firma di Meiji. L'ordine fu sospeso in seguito alla proposta del daimyo di Tosa, la cui intermediazione convinse lo shogun Yoshinobu a rassegnare le dimissioni e a riconsegnare l'autorità all'imperatore, convocando un'assemblea generale dei daimyō per creare un nuovo governo. Ebbe così fine lo shogunato Tokugawa.
La resa di Yoshinobu aveva creato un vuoto di potere a livello governativo, ma il suo apparato di Stato continuava a esistere. Inoltre il governo dello shogunato, e in particolare la famiglia Tokugawa, era rimasta una forza prominente nell'evolvente ordine politico e manteneva molti poteri esecutivi, una realtà che i sostenitori della linea dura di Satsuma e Chōshū trovavano intollerabile. Gli eventi culminarono nel colpo di Stato incominciato il 3 gennaio 1868, quando questi ultimi occuparono il palazzo imperiale di Kyoto e spinsero il quindicenne sovrano Meiji a dichiarare, il giorno successivo, la piena restaurazione del potere politico dell'imperatore. Sebbene la maggioranza dell'assemblea consultiva imperiale si sentisse appagata della formale dichiarazione e fosse favorevole a continuare la collaborazione con i Tokugawa (con il concetto di "giusto governo" (公議政体派? kōgiseitaiha)), il daimyo di Satsuma Saigō Takamori minacciò l'assemblea obbligandola a proclamare l'abolizione del titolo di shogun e la confisca delle terre di Yoshinobu.

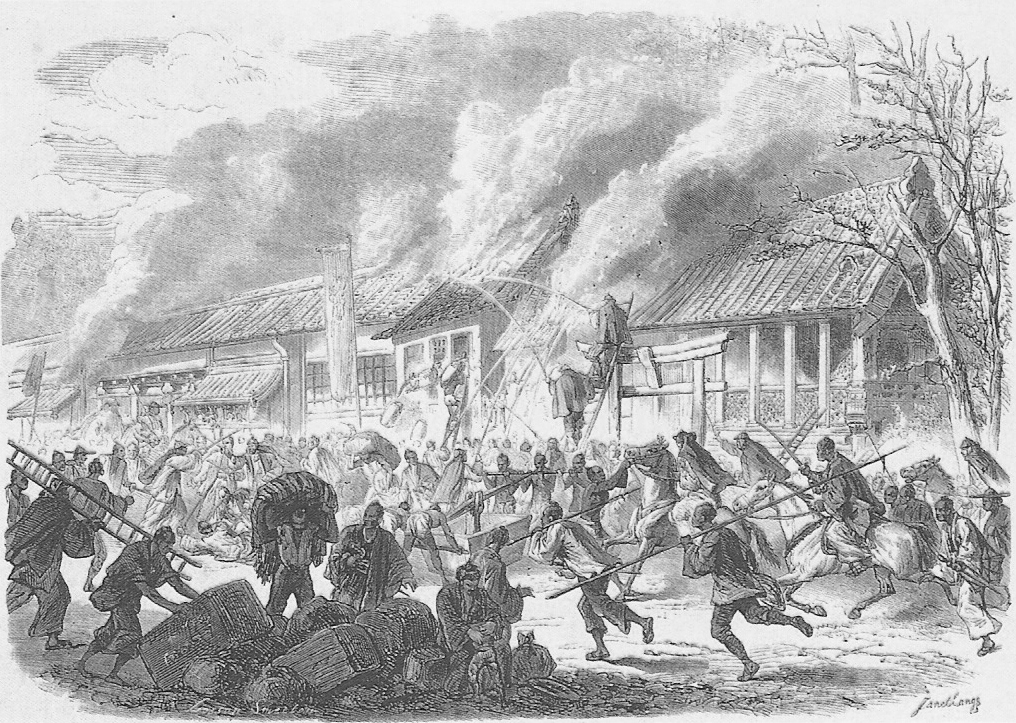
Distruzione del Palazzo di Satsuma da forze dello Shogunato a Edo.

Dopo aver appreso le determinazioni dell'assemblea, il 17 gennaio 1868 Yoshinobu dichiarò che «...non sarebbe stato vincolato alla proclamazione di Restaurazione e chiese alla corte di rescinderla.» Il 24 gennaio, Yoshinobu annunciò un attacco contro Kyoto occupata dalle forze di Satsuma e Chōshū, decisione presa dopo che erano stati appiccati diversi incendi a Edo, a partire dalle fortificazioni esterne del castello di Edo, la principale residenza dei Tokugawa. La responsabilità degli incendi fu attribuita a un ronin di Satsuma, che quel giorno aveva attaccato un ufficio governativo. Il giorno successivo, le forze dello shogunato attaccarono la residenza a Edo del daimyo di Satsuma, dove si erano rifugiati molti oppositori dello shogunato agli ordini di Takamori. Il palazzo fu dato alle fiamme e tutti gli oppositori uccisi o successivamente giustiziati.

## Indebolimento del fronte shogunale

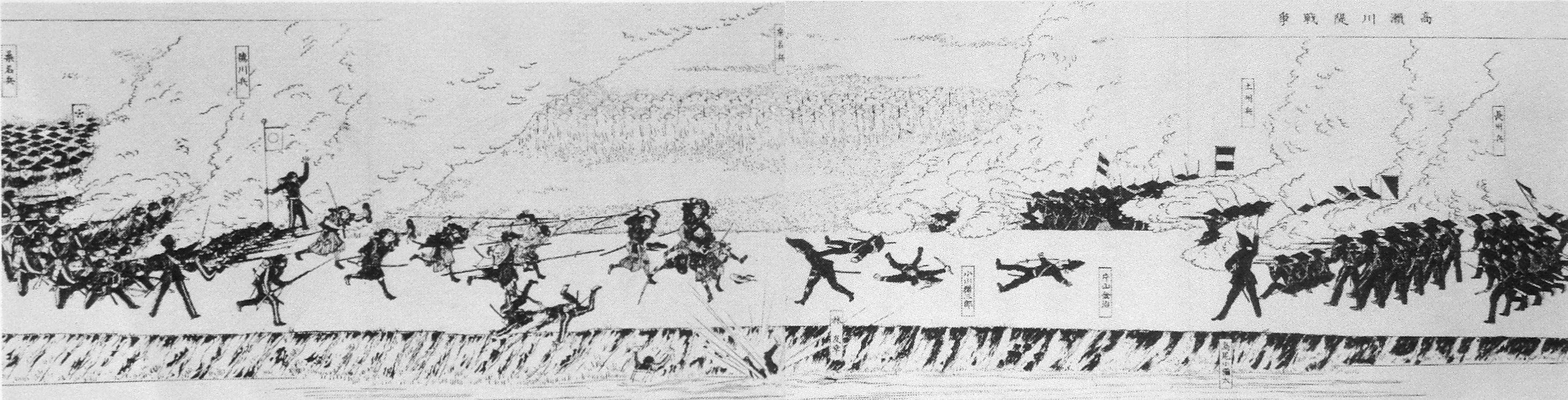
Scena della battaglia a Toba-Fushimi. Le forze dello shogunato sono a sinistra, inclusi i battaglioni di Aizu. Sulla destra le forze da Chōshū e Tosa, comprendenti battaglioni modernizzati, ma presero parte alla battaglia anche antiquati reparti di samurai (specialmente nelle forze dello shogunato).

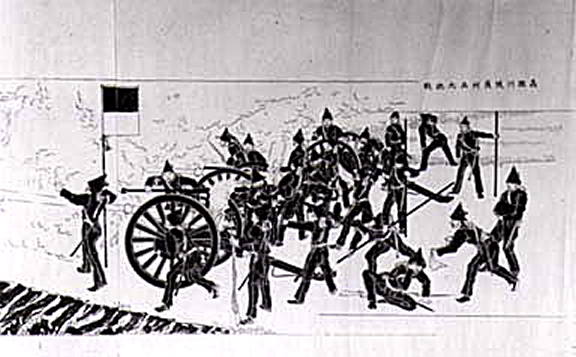
Una batteria di Satsuma mentre fa fuoco a Toba-Fushimi.

### Battaglia di Toba-Fushimi
Il 27 gennaio 1868, le forze dello shogunato si scontrarono con quelle di Chōshū e Satsuma nelle località di Toba e Fushimi, alla periferia meridionale di Kyoto. Parte dei 15000 uomini dello shogunato era stata addestrata da consiglieri militari francesi, ma la maggior parte consisteva nei tradizionali samurai, dotati di armi obsolete. Le forze di Chōshū e Satsuma erano sopravanzate di 3 a 1, ma avevano a disposizione equipaggiamenti più moderni. Dopo un inizio inconcludente, il secondo giorno di battaglia l'imperatore diede il suo stendardo ufficiale alle truppe di Chōshū e Satsuma e nominò generale in capo il proprio parente Komatsumiya Akihito (小松宮彰仁親王, 1846-1903), investendo le sue forze del titolo ufficiale di esercito imperiale (官軍?, kangun). Diversi feudatari della zona, fino ad allora fedeli allo shogun, si unirono all'esercito imperiale; tra questi vi furono il daimyo di Yodo (淀藩), il 5 febbraio, e quello di Tsu (津藩), il giorno successivo, che fecero pendere la bilancia militare in favore della fazione imperiale.
Il 7 febbraio, Tokugawa Yoshinobu, contrariato dal consenso imperiale alle azioni di Satsuma e Chōshū, abbandonò Osaka a bordo della nave da guerra Kanrin Maru, ritirandosi a Edo. Demoralizzate dalla sua fuga e dal tradimento di Yodo e Tsu, le forze dello shogunato si ritirarono, nonostante avessero una superiorità numerica, che avrebbe loro permesso di vincere la battaglia. Il castello di Osaka, dal quale Yoshinobu aveva diretto le proprie truppe, fu espugnato il 1º marzo, mettendo fine alla battaglia di Toba-Fushimi.
Il 28 gennaio 1868 si svolse la battaglia navale di Awa tra la marina dello shogunato e quella di Satsuma. Fu la prima in Giappone tra flotte moderne, ebbe un'incidenza minima sulle sorti del conflitto e fu vinta dalle forze dello shogunato.

### Appoggio occidentale a Meiji

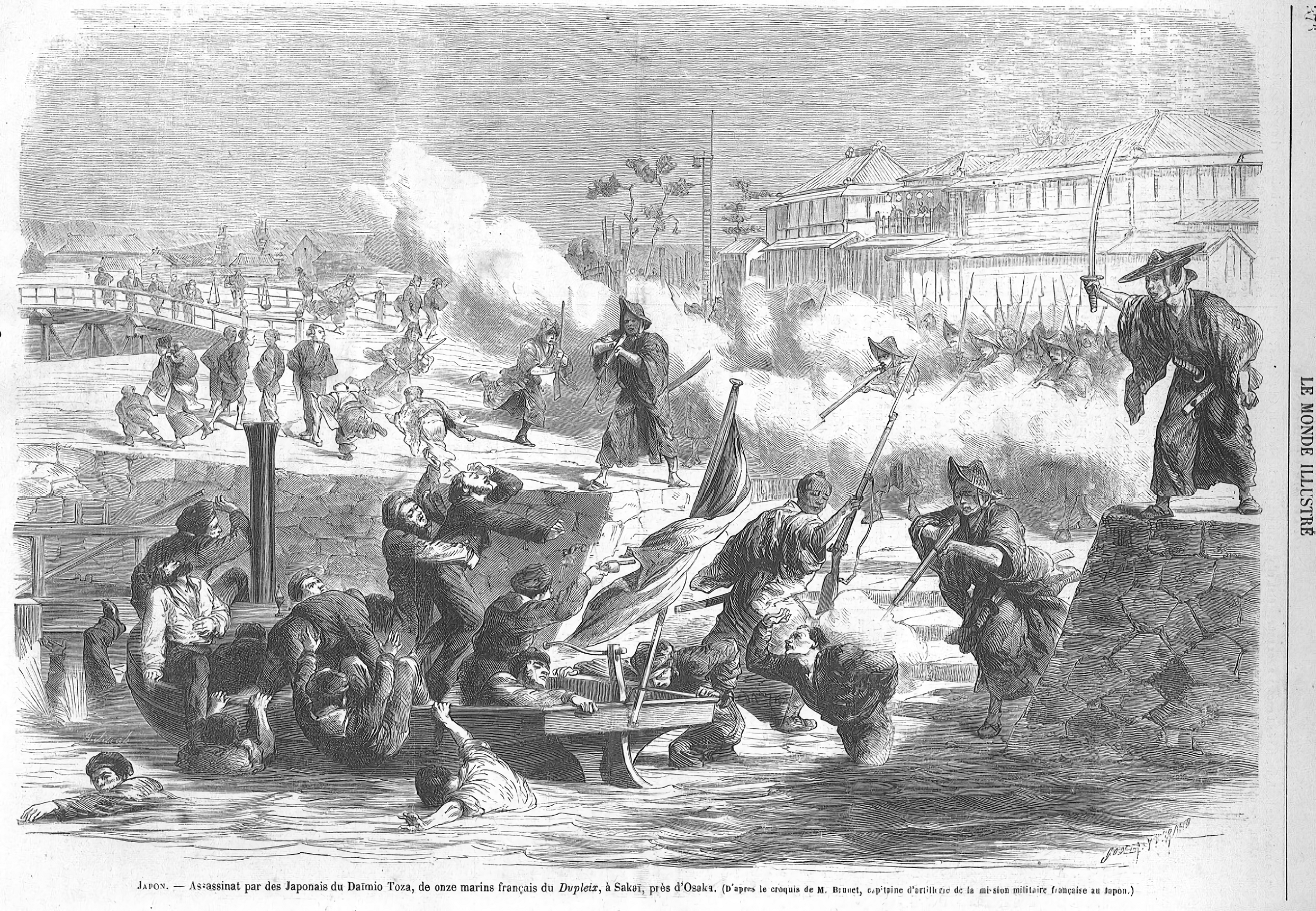
L'uccisione di marinai francesi nell'incidente di Sakai. Le Monde Illustré.

Sul fronte diplomatico, i ministri delle nazioni straniere, raccolti nel porto aperto di Hyogo (Kōbe) dall'inizio di febbraio, emisero una dichiarazione congiunta nella quale lo shogunato veniva ancora considerato il solo governo legittimo del Giappone, dando la speranza a Tokugawa Yoshinobu che i loro governi, in particolare quello francese, avrebbero potuto intervenire in suo favore. Pochi giorni dopo, una delegazione imperiale visitò i ministri dichiarando che lo shogunato era stato abolito, che i porti sarebbero stati aperti in conformità ai trattati internazionali e che gli ospiti stranieri sarebbero stati protetti. I ministri riconobbero quindi il nuovo governo.
Il diffondersi nel Paese di sentimenti xenofobi fu alla base dei molti attacchi operati contro gli stranieri nei mesi successivi. L'8 marzo 1868, undici marinai francesi della corvetta Dupleix furono uccisi da samurai della Provincia di Tosa sulle strade di Kyoto.

## Resa di Edo

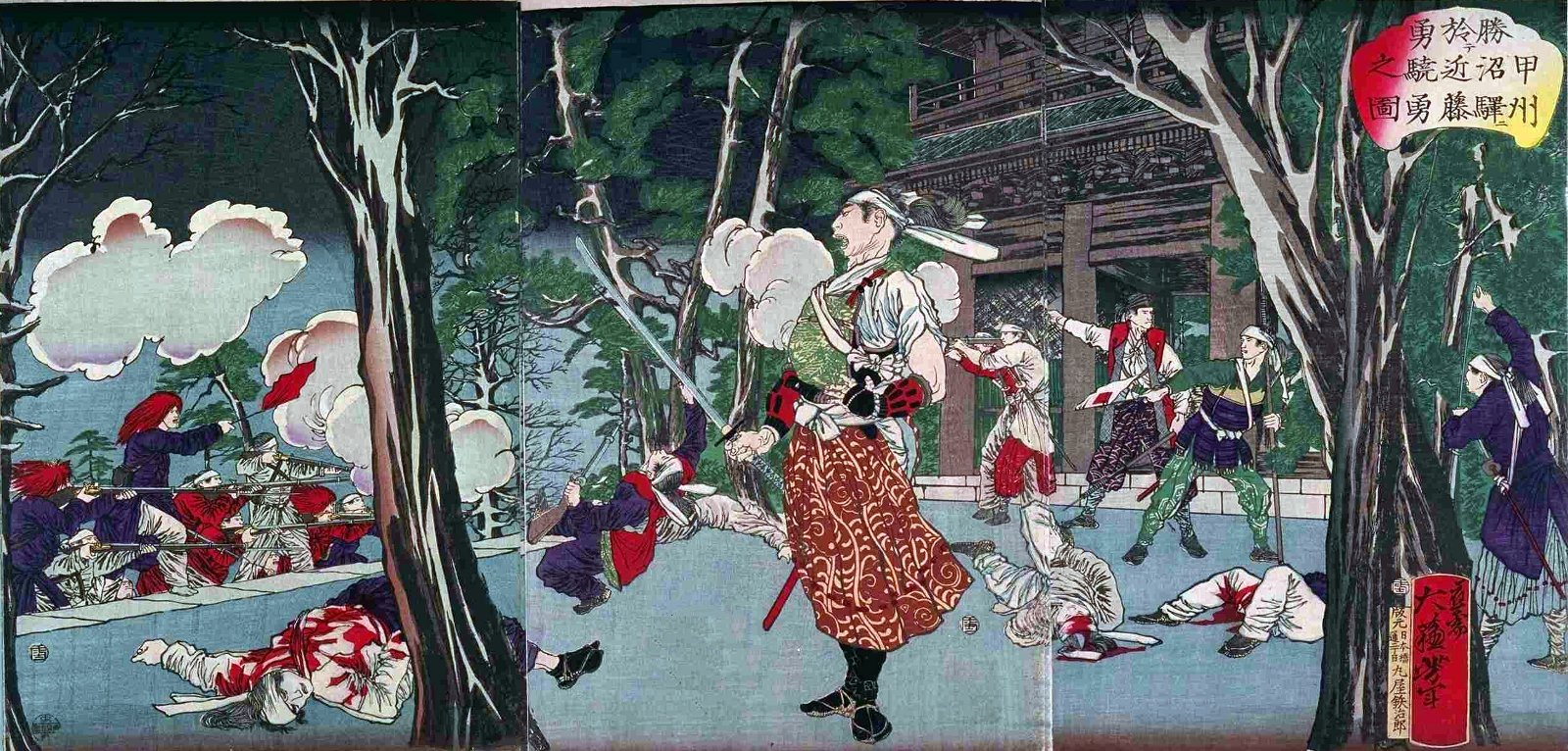
Kondo Isami, leader delle forze pro-shogunato Shinsengumi, mentre affronta soldati di Tosa

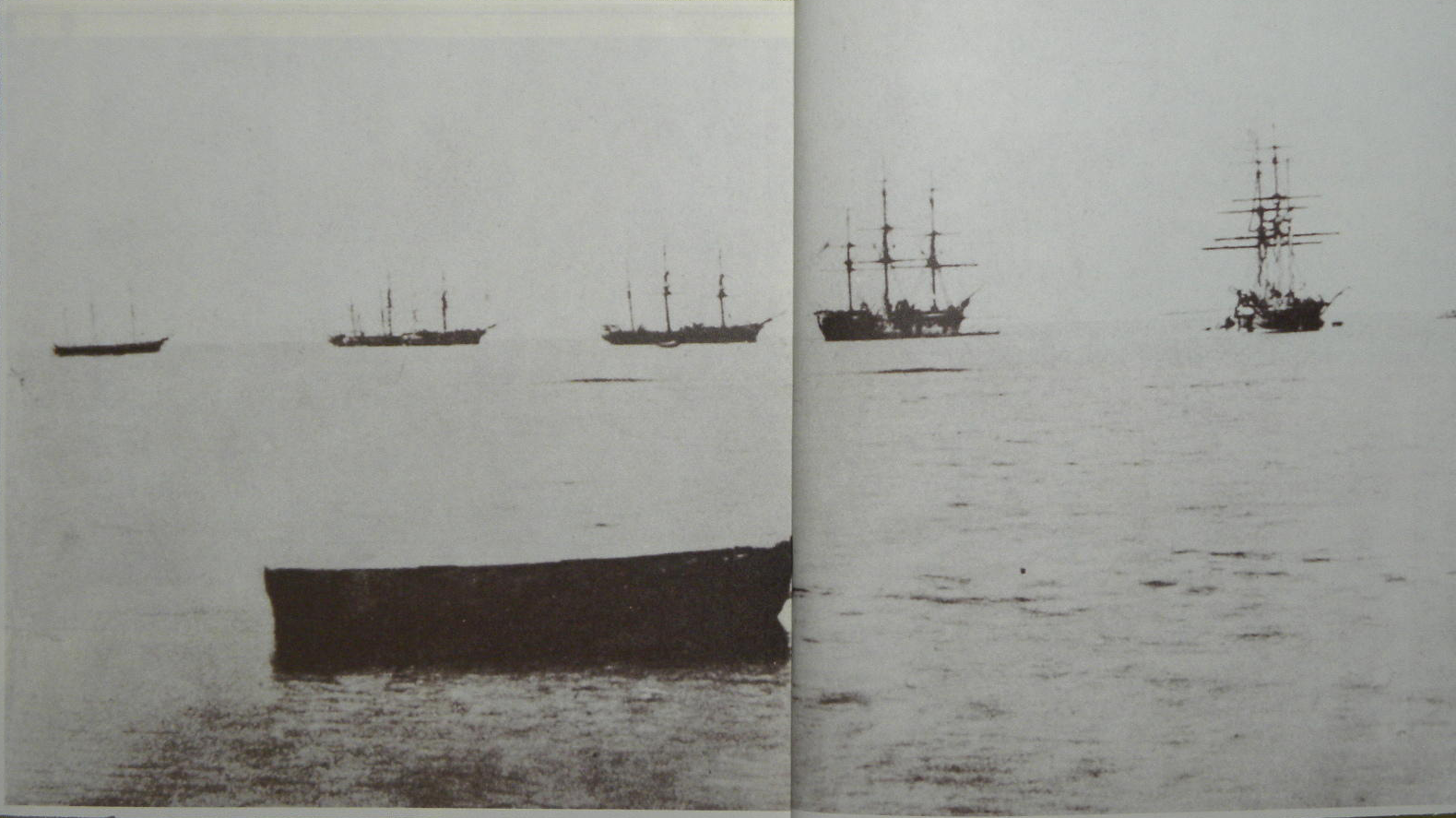
Parte della flotta di Enomoto Takeaki al largo di Shinagawa. Da sinistra a destra, le corazzate Mikaho, Chōgei, Kanrin, Kaiyō, Kaiten. Sono assenti la Banryū e la Chiyodagata. 1868.

A partire da febbraio, con l'aiuto dell'ambasciatore francese Léon Roches, fu formulato un piano per fermare l'avanzata delle truppe imperiali a Odawara, l'ultimo punto strategico prima dell'ingresso a Edo, ma Yoshinobu fu contrario al piano e Roches presentò le dimissioni. All'inizio di marzo, sotto l'influenza del ministro britannico Harry Parkes, le nazioni straniere firmarono un patto di stretta neutralità, accordandosi che non sarebbero intervenute e non avrebbero consegnato forniture militari a nessuna delle due fazioni fino alla risoluzione del conflitto.
Saigō Takamori condusse vittoriosamente le forze imperiali nel Giappone settentrionale e orientale, vincendo la battaglia di Koshu-Katsunuma. Circondò Edo nel maggio 1868 e costrinse alla resa incondizionata Katsu Kaishu, ministro dell'esercito dello Shogun. Alcuni gruppi continuarono a combattere dopo la resa, ma furono sconfitti nella battaglia di Ueno. Il comandante in capo della marina dello Shogun, Enomoto Takeaki, si rifiutò di consegnare le navi e fuggì a nord con i resti della marina (otto corazzate a vapore): Kaiten, Banryū, Chiyodagata, Chōgei, Kaiyō Maru, Kanrin Maru, Mikaho e Shinsoku) e 2000 marinai, nella speranza di organizzare un contrattacco insieme con i daimyo settentrionali. Fu accompagnato da una manciata di consiglieri militari francesi (tra cui Jules Brunet), che avevano rassegnato formali dimissioni dall'esercito francese per accompagnare i ribelli.

## Resistenza della Coalizione Settentrionale

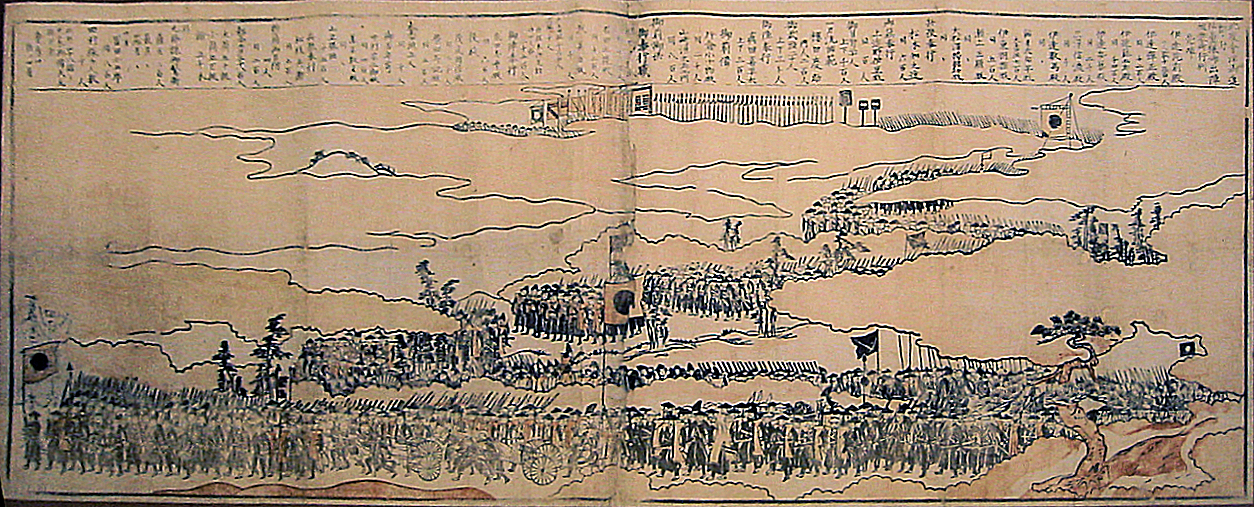
Dopo la loro mobilitazione le truppe di Sendai, si uniscono all'alleanza settentrionale contro le truppe imperiali, maggio 1868.

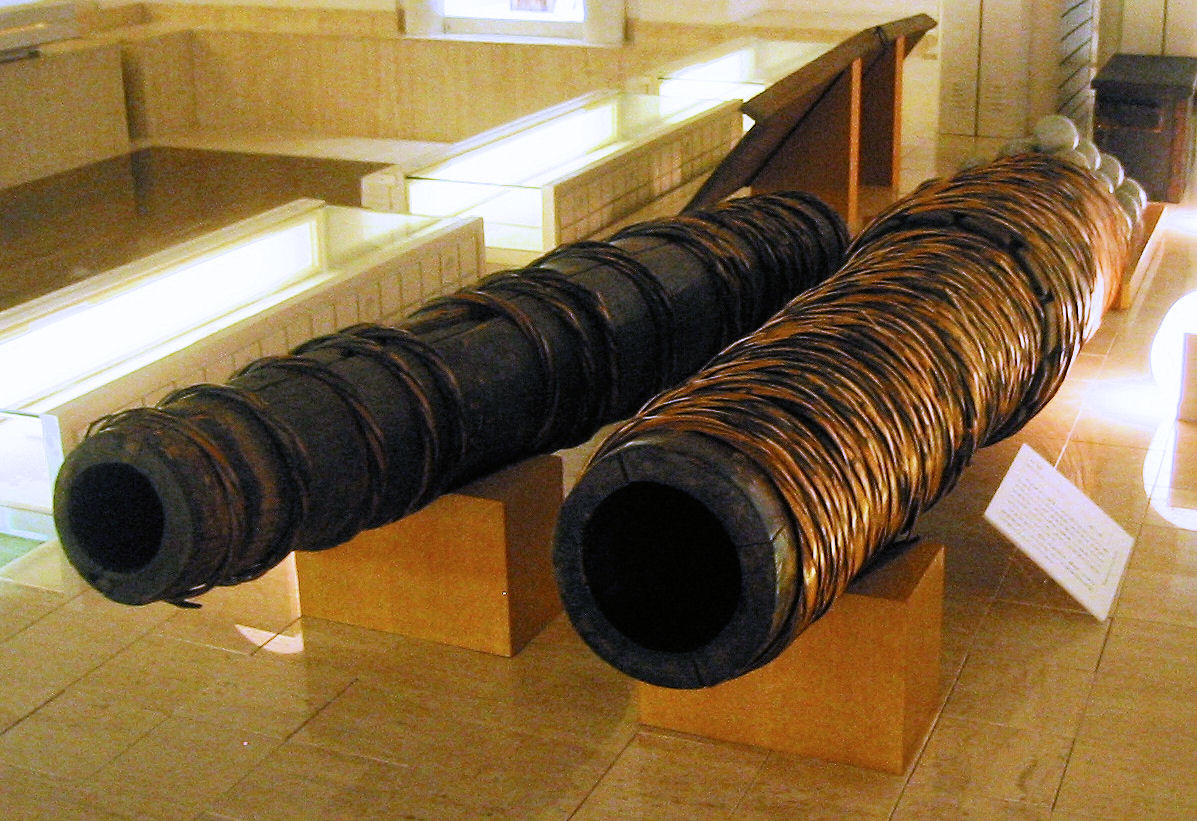
Cannoni di legno usati dal feudo di Sendai durante la guerra Boshin. Museo Cittadino di Sendai.

Dopo la resa di Yoshinobu, la maggior parte del Giappone accettò il governo dell'imperatore, ma un nucleo di sostenitori dello shogunato, condotti dal clan di Aizu, continuò la resistenza nel settentrione. In maggio, diversi daimyo settentrionali dei feudi di Sendai, Yonezawa, Aizu, Shōnai e Nagaoka, per un totale di circa 50000 truppe, si allearono nella Coalizzazione Settentrionale (奥羽越列藩同盟?, Ouetsu Reppan Domei), per opporsi alle truppe imperiali.
Sebbene la Coalizione Settentrionale fosse numerosa, era male equipaggiata e si affidava a metodi di combattimento essenzialmente tradizionali. Gli armamenti moderni erano scarsi e si tentò all'ultimo momento di costruire cannoni in legno, rinforzati con corde, per sparare proiettili di pietra. Questi cannoni, installati su postazioni difensive, potevano sparare solo quattro o cinque proiettili, prima di disfarsi. Il daimyo di Nagaoka riuscì a procurarsi due delle tre mitragliatrici Gatling esistenti allora in Giappone, così come 2000 fucili francesi moderni e, nella battaglia di Hokuetsu del maggio 1868, inflisse pesanti perdite alle truppe imperiali che attaccavano il suo castello. Malgrado la resistenza offerta, il castello capitolò l'8 luglio. Dopo questa importante vittoria, l'esercito imperiale si assicurò il controllo di tutta la costa affacciata sul mare del Giappone, costringendo quello che restava delle forze della coalizione a rifugiarsi a est.
Le truppe imperiali continuarono ad avanzare, sconfiggendo il 6 ottobre nella battaglia del passo Bonari le residue forze nemiche composte da 700 uomini, tra cui i membri della Shinsengumi e della Denshūtai, i corpi scelti dello shogunato. La nuova sconfitta costrinse i superstiti a dirigersi a nord per unirsi alla flotta del Bakufu, comandata da Enomoto Takeaki, che aveva raggiunto il porto di Sendai il 26 agosto. Con il crollo della coalizione, il 12 ottobre 1868 la flotta lasciò Sendai per l'Hokkaidō, dopo aver acquisito le navi Oe-大江 e Hou-Ou, precedentemente prestate dal feudo di Sendai allo shogunato, e circa 1000 altre truppe che comprendevano quanto restava della Denshutai, al comando di Otori Keisuke, della Shinsengumi, al comando di Hijikata Toshizo e di Yugekitai al comando di Katsutaro Hitomi, così come numerosi altri consiglieri militari francesi (Fortant, Garde, Marlin, Bouffier).

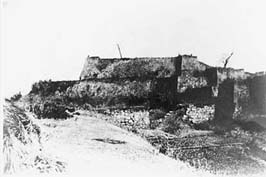
Castello di Shirakawa-Komine, incendiato durante la battaglia di Aizu.

Le forze imperiali, ormai padrone della situazione, mossero quindi alla conquista del castello di Aizuwakamatsu, dove le forze del Dominio di Aizu erano rimaste le sole a combattere per lo shogun nell'isola di Honshū, trovandosi isolate a respingere l'attacco. La battaglia di Aizu ebbe inizio in ottobre e, dopo un mese di combattimenti, il castello capitolò il 6 novembre. L'evento spinse il corpo di giovani guerrieri Byakkotai ("Corpo della Tigre Bianca") a commettere un suicidio di massa. Dopo che i suoi vertici si arresero, il Dominio di Aizu cessò di esistere, a oltre due secoli dalla fondazione, e i samurai sopravvissuti furono deportati come prigionieri di guerra. La capitale Edo fu ribattezzata Tokyo il 26 ottobre, data che segna l'inizio dell'Era Meiji.

## Campagna dell'Hokkaidō

### Repubblica di Ezo

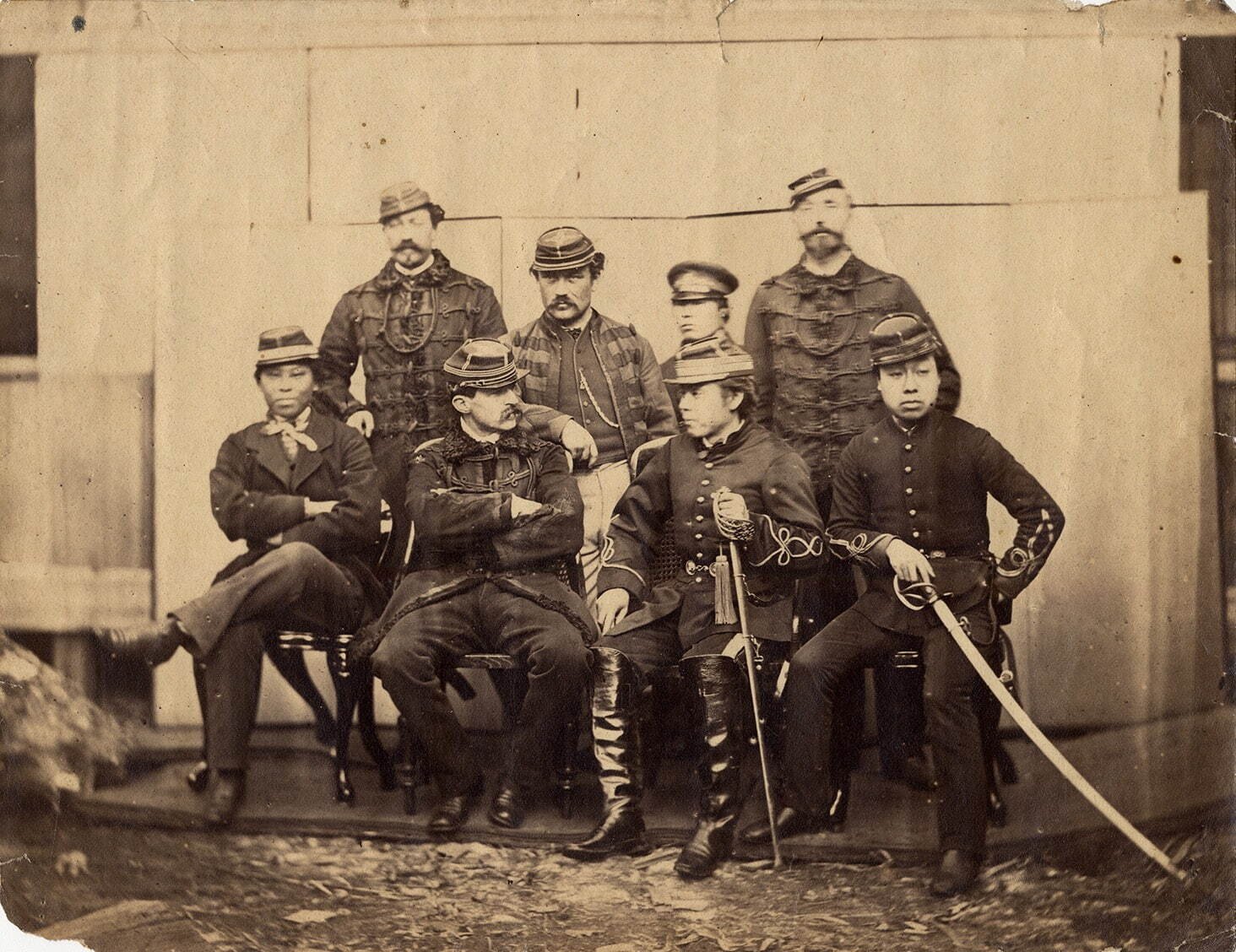
I consiglieri militari francesi e i loro alleati giapponesi in Hokkaidō.
Dietro: Cazeneuve, Marlin, Fukushima Tokinosuke, Fortant
Davanti: Hosoya Yasutaro, Jules Brunet, Matsudaira Taro (vicepresidente della Repubblica di Ezo), Tajima Kintaro.

In seguito alla sconfitta nell'Honshū, le ultime forze dello shogunato, guidate dall'ammiraglio Enomoto Takeaki, fuggirono nell'Hokkaidō, dove il 25 dicembre proclamarono la fondazione della Repubblica di Ezo, l'unica mai esistita in Giappone, sull'esempio del modello statunitense ed Enomoto ne fu eletto presidente con una larga maggioranza. La repubblica tentò di stabilire contatti con le legazioni straniere di Hakodate, tra cui quelle di Stati Uniti, Francia e Russia, ma non riuscì a raccogliere nessun sostegno o riconoscimento internazionale. Enomoto offrì allo shogun Tokugawa il territorio della repubblica, posta sotto il controllo del governo imperiale, ma la proposta fu declinata dal Consiglio Imperiale Governante.
Durante l'inverno, le difese intorno alla penisola meridionale di Hakodate furono fortificate e al centro fu eretta la nuova fortezza di Goryōkaku. Le truppe furono organizzate con un comando franco-giapponese: il comandante in capo fu Otori Keisuke, assistito dal suo vice, il capitano francese Jules Brunet. Al loro comando c'erano quattro brigate, ognuna comandata da un ufficiale francese (Fortant, Marlin, Cazeneuve, Bouffier) e divisa in due semibrigate poste sotto il comando giapponese.

### Sconfitta e resa finale

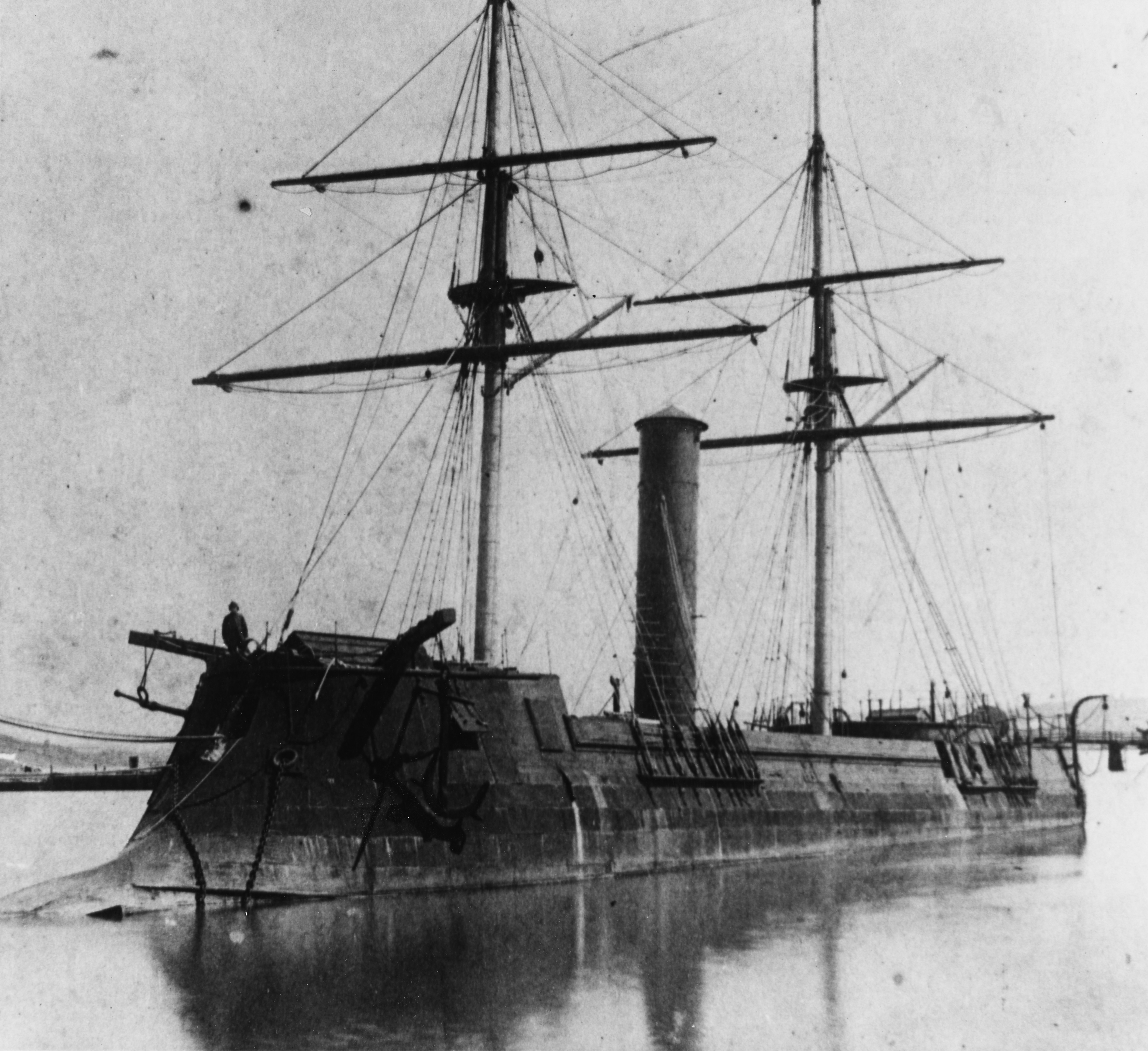
La corazzata Kōtetsu della marina imperiale.

Il 20 marzo, la Marina Imperiale raggiunse il porto di Miyako, ma, anticipandone l'arrivo, i ribelli di Ezo organizzarono un audace piano per impossessarsi della nuova potente nave da guerra Kotetsu. Tre navi da guerra furono inviate per un attacco a sorpresa, in quella che divenne nota come battaglia navale di Miyako. A causa del maltempo, di problemi a un motore e al decisivo uso di una mitragliatrice Gatling contro le squadre di abbordaggio, la battaglia terminò con la vittoria imperiale.
Le forze imperiali consolidarono rapidamente il loro controllo delle isole principali e nell'aprile 1869 inviarono contro Ezo la flotta, con una forza di fanteria di 7000 uomini, incominciando la battaglia di Hakodate. Le forze imperiali vinsero il confronto, che fu la prima battaglia navale giapponese su larga scala tra marine moderne. Circondarono poi la fortezza di Goryokaku in cui rimanevano soli 800 difensori. Sebbene Enomoto avesse deciso di combattere fino alla fine e avesse inviato i suoi oggetti di valore al suo avversario perché fossero tenuti al sicuro), Otori lo convinse che arrendersi e sopravvivere alla sconfitta era la scelta veramente coraggiosa: «Se veramente vuoi morire puoi farlo in qualunque momento». Enomoto si arrese il 18 maggio 1869 e accettò il governo dell'imperatore Meiji. La Repubblica cessò di esistere il 27 giugno 1869.

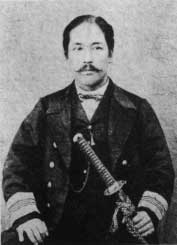
Enomoto Takeaki, presidente.
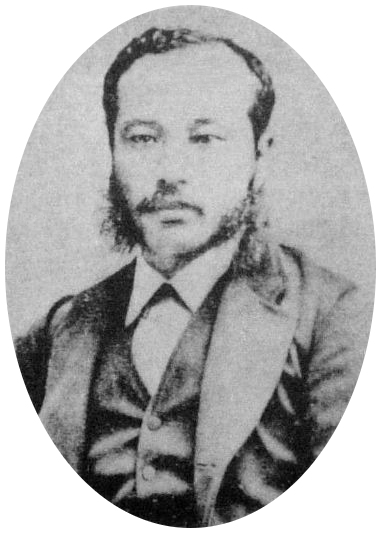
Otori Keisuke, comandante in capo.
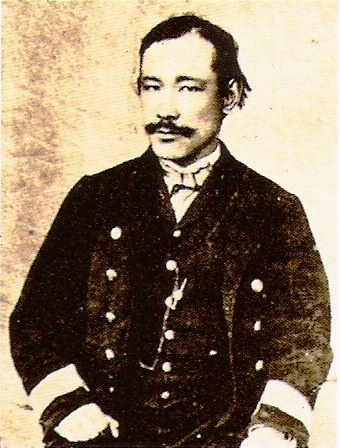
Arai Ikunosuke, comandante della marina.
Hijikata Toshizo, comandante degli Shinsengumi.

## Conseguenze

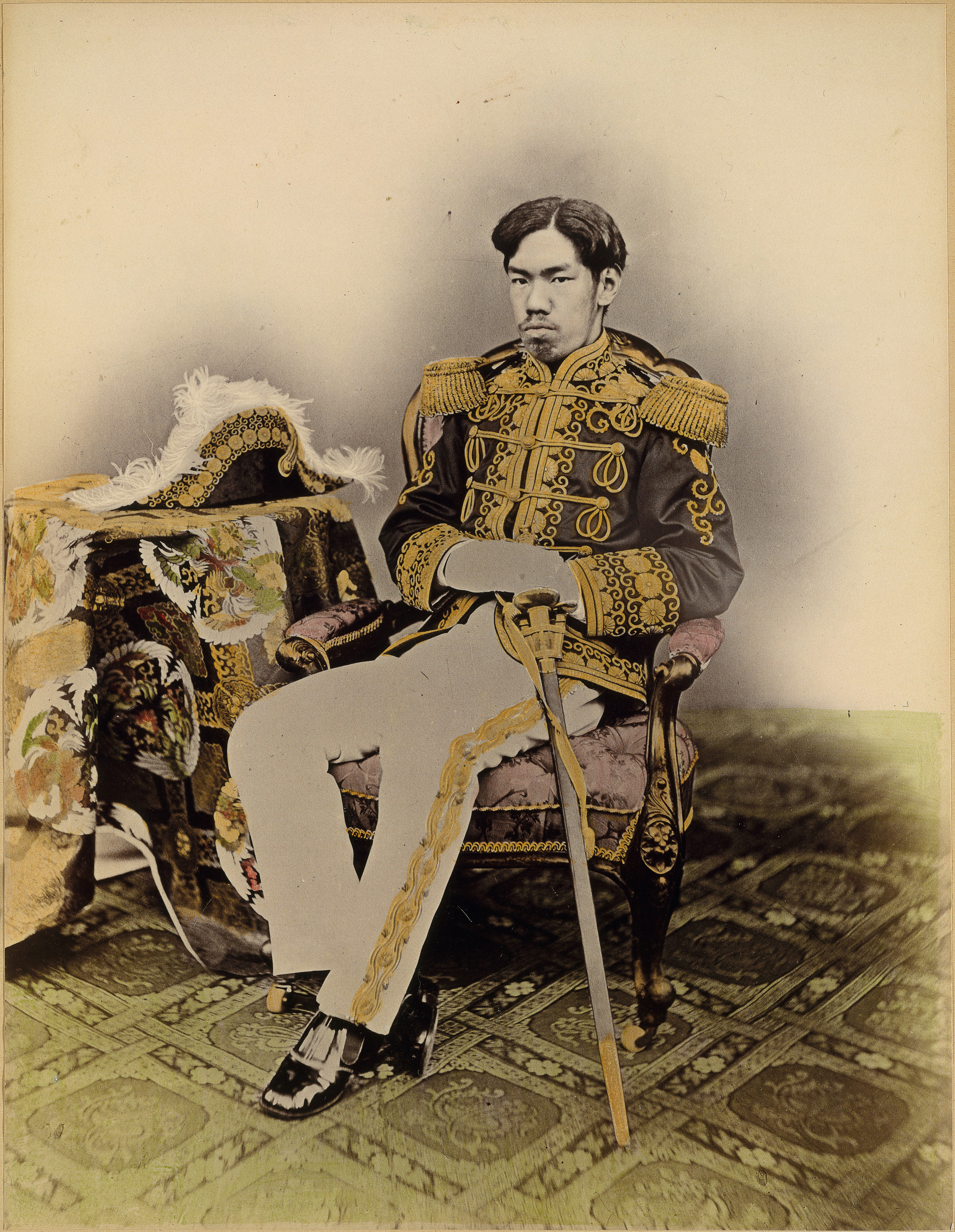
Ritratto ufficiale dell'imperatore Meiji a 21 anni, nel 1873.

### Perdono e occidentalizzazione
Successivamente alla vittoria, il nuovo governo proseguì nell'unificazione del Paese sotto un unico, legittimo e potente governo imperiale. Fu progressivamente esautorato il potere politico e militare dei vari feudi, che furono trasformati in prefetture (abolizione del sistema han) e molti samurai furono destinati ad incarichi amministrativi. Grazie al ruolo decisivo che ebbero nel vittorioso conflitto, i daimyo di Satsuma, Chōshū e Tosa riuscirono ad aggiudicarsi per i decenni susseguenti tutti i posti chiave del nuovo assetto nazionale, una situazione a volte definita oligarchia Meiji e formalizzata con l'istituzione del Genrō.
I principali sostenitori dello shogun furono imprigionati in attesa di giudizio e riuscirono in seguito a evitare la pena capitale grazie all'insistenza di Saigo Takamori e Iwakura Tomomi, a loro volta consigliati dall'inviato britannico Parks. Secondo alcune fonti, quest'ultimo disse a Saigo: «...la severità verso Keiki Yoshinobu e i suoi sostenitori, soprattutto riguardo alle punizioni personali, avrebbe danneggiato la reputazione del nuovo governo presso le potenze europee»
Dopo due o tre anni, la maggior parte fu liberata e chiamata a servire nel nuovo governo, dove alcuni ebbero brillanti carriere; l'ammiraglio Enomoto Takeaki, precedente leader delle forze dello shogunato, divenne inviato diplomatico in Russia e in Cina e ministro dell'Educazione.
La fazione imperiale non perseguì l'iniziale obiettivo di espellere gli interessi stranieri in Giappone, ma assunse invece una politica più progressista, mirata alla radicale modernizzazione del Paese e alla successiva rinegoziazione dei trattati ineguali con le potenze straniere, sotto il motto Ricca nazione, forte esercito (富国強兵?, fukoku kyōhei). Questo cambiamento avvenne durante le prime fasi della guerra civile: l'8 aprile 1868 furono esposti cartelli a Kyoto (e successivamente in tutto il Paese) che ripudiavano la violenza contro gli stranieri. Durante il conflitto, l'imperatore Meiji ricevette personalmente gli inviati europei, prima a Kyoto e in seguito a Osaka e Tokyo. Particolare fu l'accoglienza riservata al duca Alfredo, duca di Sassonia-Coburgo-Gotha, che l'imperatore definì come «suo pari di sangue»
All'inizio dell'Era Meiji si distesero le relazioni tra la corte imperiale e i poteri stranieri, ma i rapporti con i francesi si irrigidirono a causa del sostegno che questi avevano dato allo shogun. Una seconda missione militare francese fu comunque inviata in Giappone nel 1874 e una terza nel 1884. Una stretta collaborazione riprese nel 1886, quando la Francia aiutò il Giappone a costruire la sua prima marina moderna, sotto la direzione dell'ingegnere navale Louis-Émile Bertin. La modernizzazione del Paese era già stata diffusamente incominciata durante gli ultimi anni dello shogunato (il periodo "Bakumatsu") e il governo Meiji adottò infine la stessa politica, che fu in grado di mobilitare più efficientemente l'intera nazione verso la modernizzazione.

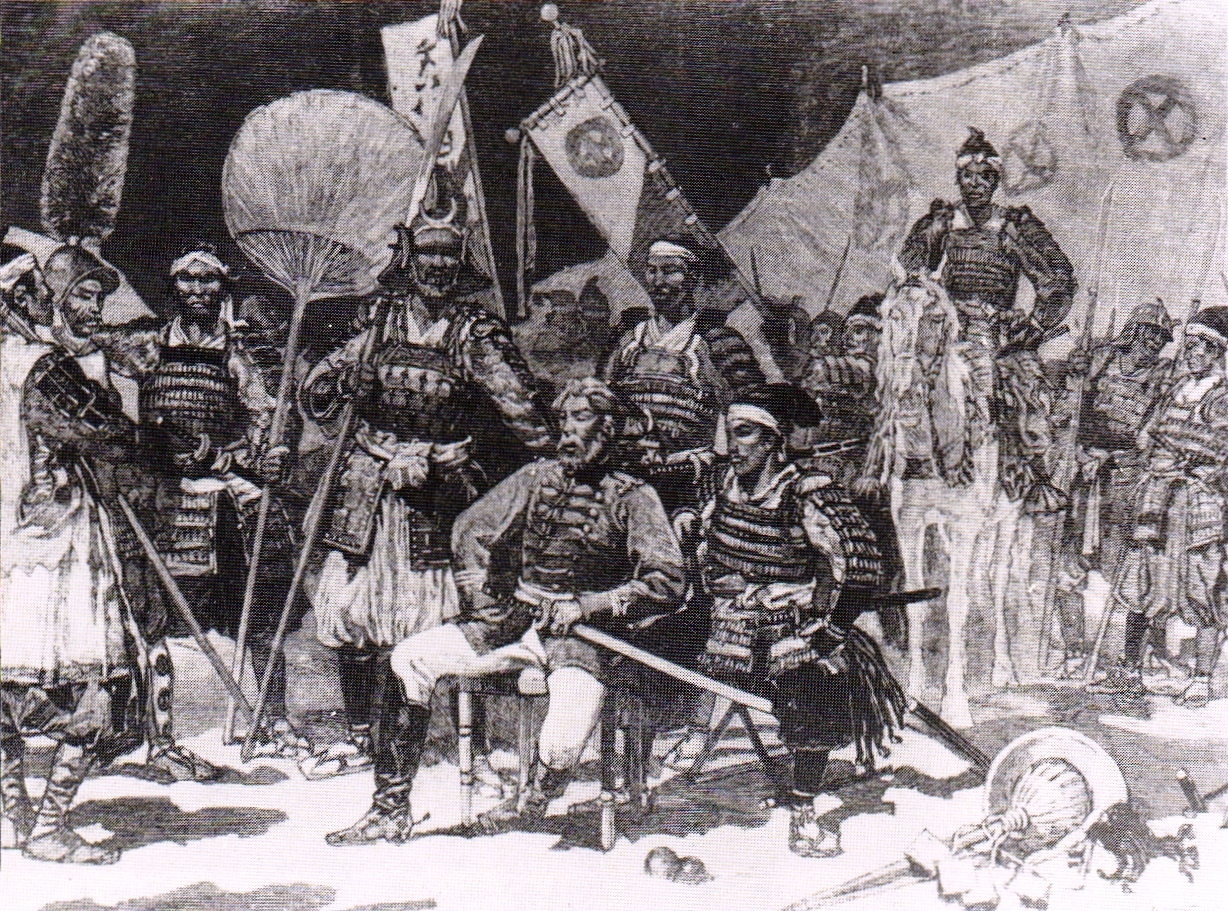
Saigō Takamori nella sua uniforme dell'esercito, con gli ufficiali della ribellione Satsuma.

Dopo la sua incoronazione, Meiji promulgò il Giuramento dei cinque articoli, che promuoveva la costituzione di assemblee deliberative, prometteva nuove opportunità per i sudditi, aboliva le «malvagie tradizioni del passato» e promuoveva la conoscenza nel mondo «per rinforzare le fondamenta del governo imperiale.» Tra le importanti riforme del governo Meiji vi fu l'abolizione del sistema han nel 1871, che rimpiazzò i domini feudali e i loro governanti ereditari con l'istituzione di prefetture guidate da governatori incaricati dall'imperatore. Fu introdotta l'istruzione obbligatoria e abolite le distinzioni di classe. Le riforme culminarono con l'emanazione della Costituzione Meiji nel 1889.
Nonostante il sostegno dato alla corte imperiale, i samurai furono penalizzati da molte delle prime riforme Meiji: la creazione di un esercito di coscritti tratti dalle classi comuni, così come la perdita dei privilegi e degli stipendi ereditari, inimicarono al governo buona parte dei samurai. Le tensioni erano particolarmente acute nel sud e portarono alla ribellione di Saga del 1874 e alla ribellione di Chōshū nel 1876. Ex-samurai di Satsuma, guidati da Saigo Takamori, che aveva lasciato gli incarichi governativi in opposizione alle politiche di apertura verso gli stranieri, incominciarono la ribellione di Satsuma nel 1877. Combattendo per il mantenimento della classe dei samurai e per un governo più virtuoso, il loro slogan fu «Nuovo governo, alta moralità» (新政厚徳?, Shinsei Kōtoku). Alla fine subirono un'eroica ma decisiva sconfitta nella battaglia di Shiroyama.

## Successive descrizioni della guerra

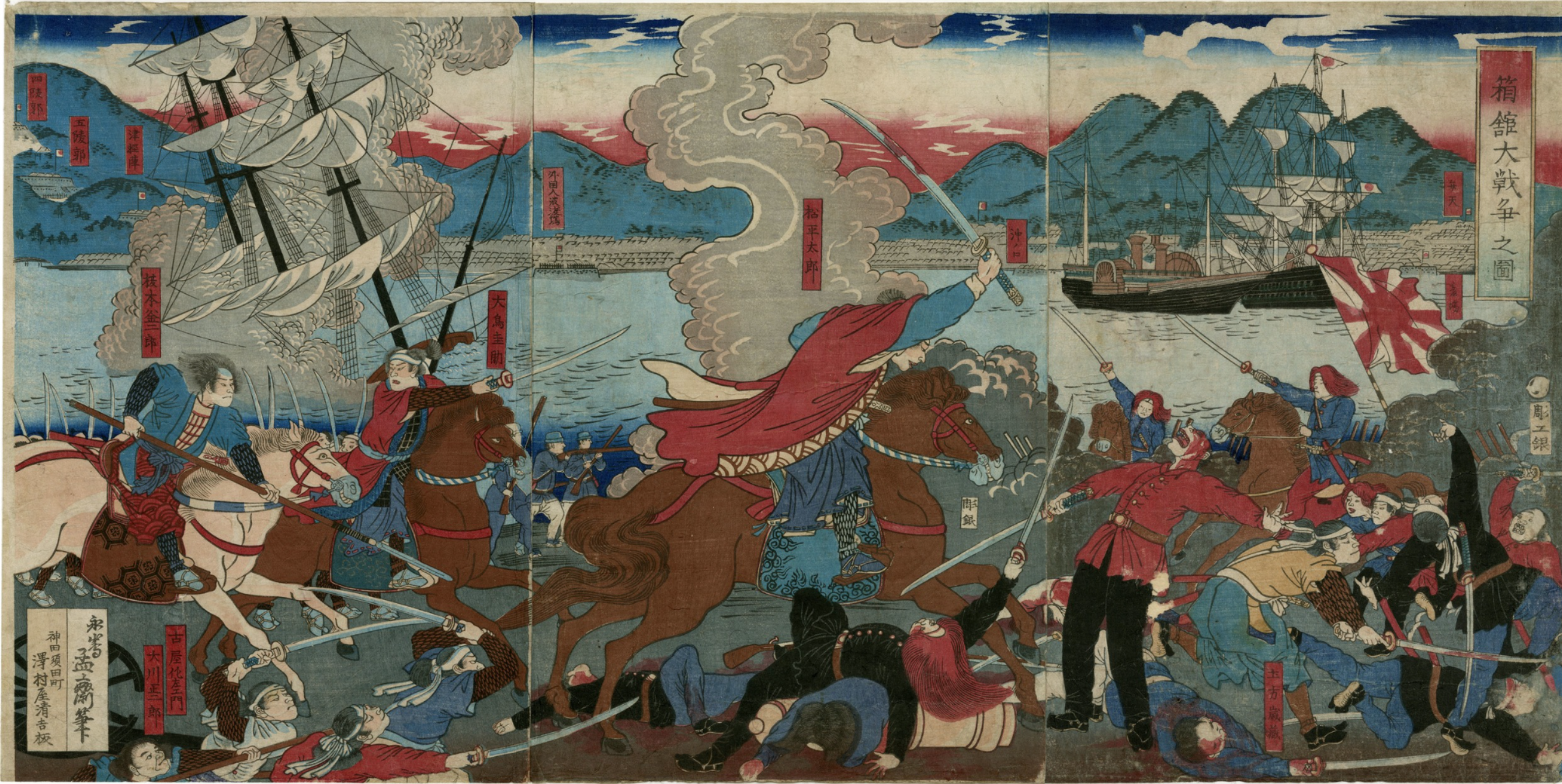
Una visione giapponese romanticizzata della battaglia di Hakodate (函館戦争の図), dipinta nel 1880 circa. La carica di cavalleria, con sullo sfondo una nave a vela che affonda, è condotta dai leader della ribellione, che indossano anacronistiche vesti da samurai. I soldati francesi sono mostrati dietro alla carica di cavalleria in pantaloni bianchi. Sulla destra, con una nave a vapore moderna sullo sfondo, compaiono le truppe imperiali, che indossano abiti moderni.

Nei testi moderni la restaurazione Meiji viene spesso descritta come una rivoluzione senza spargimenti di sangue, che condusse alla modernizzazione del Giappone. In realtà, per la guerra Boshin furono mobilitate 120000 truppe e vi furono circa 3500 morti. Oltre alle armi e alle tecniche di guerra tradizionali, entrambe le fazioni utilizzarono armamenti, incluse corazzate e mitragliatrici Gatling e tecniche di combattimento moderne apprese dai consiglieri militari stranieri.
Le successive descrizioni giapponesi della guerra tendono a essere romanticizzate, mostrando la fazione pro-shogun che combatte con metodi tradizionali, contro una fazione imperiale già modernizzata. In Giappone sono state realizzate diverse opere sulla guerra Boshin. Jirō Asada ne ha tratto un romanzo in quattro volumi Mibu Gishi-den. Basati sul romanzo sono stati tratti un film diretto da Yōjirō Takita, Quando l'ultima spada è estratta (壬生義士伝?, Mibu gishi den) e un programma televisivo della durata di dieci ore con protagonista Ken Watanabe.
Il film del 2003 L'ultimo samurai combina in un unico racconto situazioni narrative appartenenti sia alla guerra Boshin sia alla ribellione di Satsuma del 1877. Le sequenze del film pertinenti la prima modernizzazione delle forze militari giapponesi, così come il diretto coinvolgimento di stranieri (soprattutto francesi) sono correlate alla guerra Boshin e ai pochi anni che la precedettero. La resistenza suicida delle forze samurai tradizionali condotte da Saigō Takamori contro l'esercito imperiale modernizzato sono invece relative alla successiva Ribellione di Satsuma.
L'espansione Tramonto dei Samurai del gioco Total War: Shogun 2 tratta proprio di questo periodo. Essendo una simulazione di guerra estremamente realistica, entrambe le fazioni sono modernizzate.
Il manga Kenshin samurai vagabondo fa riferimenti alla guerra Boshin; il protagonista, che è un noto samurai di Satsuma, l'ha combattuta e diversi personaggi realmente esistenti dell'epoca appaiono sia nei flashback sia nelle vicende dell'era Meiji, come Saito Hajime e Yamagata Aritomo.